# 小田原三茶人
小田原三茶人（おだわらさんちゃじん）とは、小田原で近代茶道を究めた、益田鈍翁（益田孝）(号は、どんのう)、野崎幻庵（野崎廣太）、松永耳庵（松永安左エ門）の3名を指す。

## 近代茶道の発生
幕末以前の茶道は大名、豪商、寺院などの庇護を得た上流階級の嗜みという趣が強かったが、明治維新によってこれらの庇護を失うと一時の衰退を余儀なくされた。
しかし茶道は、明治維新後の資本主義経済の発展の中で次第に力をつけてきた実業家たちの間で、西洋文化に負けない優れた日本の伝統文化として再評価され、明治後期には茶道具や古美術の蒐集、茶室や庭園の造営が盛んに行われるようになった。
やがて熱心な実業家茶人の中には自ら茶の湯を研究していくうちに、近代の合理的な発想などの新しい思想を積極的に取り入れて、より自由な茶の湯のあり方を志向する者が登場した。

## 小田原における近代茶道の展開
その第一人者として『利休以来の大茶人』と評された三井物産社長 益田鈍翁が、1906年（明治39年）小田原の板橋に別邸「掃雲台」を営んだことから、多くの実業家、政治家、軍人などが小田原に居宅や別荘を建て、小田原に近代茶人文化が興隆することになった。
1918年（大正7年）鈍翁の茶友で中外商業新報（後の日本経済新聞）社長 野崎幻庵が、小田原の十字町諸白小路（今の小田原市南町）に「自怡荘（茶室・葉雨庵）」を、次いで天神山伝肇寺裏（今の小田原市城山）に「安閑草舎（山房）」を造営すると、鈍翁・幻庵を中心として、小田原を舞台とした近代茶人文化はますます盛んになったが、1938年（昭和13年）に鈍翁が、1940年（昭和15年）には幻庵が相次いで他界し、さらに太平洋戦争の影響で一時小田原の近代茶人文化は停滞を余儀なくされた。
1946年（昭和21年）、鈍翁に導かれて茶の湯の世界に入った松永耳庵が、「掃雲台」近くに「松下亭」（後に「老欅荘」）を造営し移住したことから、再び耳庵を中心として近代茶道が再興され、耳庵が1971年（昭和46年）に亡くなるまで継続された。
なお耳庵の居宅は現在は小田原市の所有となり「松永記念館」として公開されている。

## 「小田原三茶人」の由来
「小田原三茶人」の名称の初出は、1988年（昭和63年）5月21日から6月5日まで、小田原市郷土文化館が分館　松永記念館で開催した特別展「近代小田原三茶人展―鈍翁・幻庵・耳庵とその周辺―」である。特に「近代」を付記したのは、後北条氏の治世に茶の湯が盛んだった時代があり、しかも幻庵についてはやはり茶人だった北条幻庵と区別するためである。
この特別展は、1986年（昭和61年）に松永記念館敷地内に幻庵の茶室「葉雨庵」が移設されたのを契機として、幻庵・耳庵と、二人に先駆けて小田原板橋に住み大きな影響を与えた鈍翁をあわせて顕彰した展示である。
それ以前は時代の重なる鈍翁・幻庵に、安閑草舎の隣に「三樹荘」を営んでいた貴族院議員 室田義文（頑翁）を加えて「小田原の名物三老」としたことがあったが、あまり一般的には広まらなかった。また、近代茶道の偉人の中から、鈍翁・耳庵・原三渓を「近代三茶人」とすることがある。
いずれにしても「三茶人」とは茶道・茶人としての功績を称える意味である。一方、三者とも明治以降の経済界の大物であり、隠居の身でありながら財界・政界の者たちが小田原に通ったことから、社交としての茶道という側面を知る上でも重要な人物である。